# 디센트 크리미날
《디센트 크리미날》(영어: Ordinary Decent Criminal)은 아일랜드에서 제작된 새디어스 오설리번 감독의 2000년 범죄 코미디 영화이다. 케빈 스페이시 등이 출연하였고, 조너선 캐번디시 등이 제작에 참여하였다.

## 출연
- 케빈 스페이시
- 린다 피오렌티노
- 피터 멀런
- 스티븐 딜레인
- 헬렌 백슨데일
- 데이비드 헤이먼
- 패트릭 맬러하이드
- 제라드 맥솔리
- 데이비드 켈리
- 게리 라이던
- 폴 로넌
- 콜린 패럴
- 빈센트 리건
- 팀 론
- 크리스토프 발츠
- 앤서니 브로피
- 빌 머피
- 헤르베르트 크나우프

## 기타 제작진
- 공동 제작: 마사 오닐
- 협력 제작: 마거릿 모건
- 배역: 존 허버드, 로스 허버드
- 미술: 토니 버로
- 의상: 제인 로빈슨